# Finnische Leichtathletik-Meisterschaften 1916
Die Finnischen Leichtathletik-Meisterschaften 1916, auch Kaleva-Spiele 1916 genannt (finnisch Kalevan kisat 1916), fanden am 19. und 20. August 1916 im Stadion Eläintarhan kenttä in Helsinki statt. Die Meisterschaft im 25.000-Meter-Lauf fand am 2. Juli in Tampere statt, die Zehnkampf-Meisterschaft am 1. und 2. Juli ebenfalls in Tampere.
Daneben fanden 1916 weitere Meisterschaften in leichtathletischen Disziplinen statt:
- 19. März: Finnische Standsprung-Meisterschaften in Tampere
- 21. Mai: Finnische Querfeldeinlauf-Meisterschaften in Hämeenlinna[1]
- 1. und 2. Juli: Finnische Staffellauf-Meisterschaften in Tampere
- 1. und 2. Juli: Finnische Leichtathletik-Meisterschaften der Frauen in Tampere

## Leichtathletik-Meisterschaften der Herren

### Ergebnisse
| Disziplin                   | Gold             | Gold            | Silber             | Silber          | Bronze           | Bronze      |
| --------------------------- | ---------------- | --------------- | ------------------ | --------------- | ---------------- | ----------- |
| 100 m                       | Hannes Sula      | 12,2 s          | Axel Kuffschinoff  | 12,3 s          | Kurt Pilack      | 12,3 s      |
| 200 m                       | Aarni Nyström    | 23,6 s          | Erkki Kättö        | 23,6 s          | Erik Wilén       | 23,8 s      |
| 400 m                       | Erkki Kättö      | 52,4 s          | Janne Seppälä      | 53,0 s          | Einari Anttila   | 53,1 s      |
| 800 m                       | Einari Anttila   | 1:57,6 min      | Nestori Järvelä    | 2:00,6 min      | Erik Schönberg   | 2:01,9 min  |
| 1500 m                      | Einari Anttila   | 4:03,6 min      | Erik Schönberg     | 4:06,0 min      | Nestori Järvelä  | 4:12,0 min  |
| 5000 m                      | Albin Stenroos   | 15:38,1 min (1) | Sameli Tala        | 15:38,1 min (1) | Alfred Merisalo  | 15:42,8 min |
| 10.000 m                    | Albin Stenroos   | 33:15,4 min     | Teodor Koskenniemi | 33:16,4 min     | Tatu Kolehmainen | 33:25,0 min |
| 25.000 m                    | Albin Stenroos   | 1:32:12,3 h     | Aarne Kallberg     | 1:35:07,0 h     | Leonard Tikkanen | 1:36:53,0 h |
| 110 m Hürden                | Erkki Kättö      | 17,2 s          | Viljo Kainulainen  | 17,2 s          | Atte Vuori       | 17,3 s      |
| 400 m Hürden                | Erkki Kättö      | 59,3 s          | Erik Wilén         | 62,5 s          | Kurt Pilack      | 64,2 s      |
| Hochsprung                  | Oiva Linturi     | 1,76 m          | Artturi Niemi      | 1,74 m          | V. Kontula       | 1,68 m      |
| Stabhochsprung              | Yrjö Helander    | 3,35 m          | Jussi Ruoho        | 3,30 m          | Väinö Ikonen     | 3,20 m      |
| Weitsprung                  | Otto Tuomikoski  | 6,40 m          | Viljo Kainulainen  | 6,33 m          | Paavo Saarijärvi | 6,24 m      |
| Dreisprung                  | Ossian Nylund    | 13,58 m         | Jussi Ruoho        | 13,38 m         | Ilmo Linturi     | 13,28 m     |
| Kugelstoßen                 | Elmer Niklander  | 14,17 m         | Juho Laiho         | 14,16 m         | Ranne Roni       | 12,98 m     |
| Kugelstoßen kombiniert (2)  | Elmer Niklander  | 26,06 m         | Juho Laiho         | 25,04 m         | Ranne Roni       | 24,36 m     |
| Diskuswerfen                | Elmer Niklander  | 41,30 m         | Ranne Roni         | 37,96 m         | Juho Laiho       | 36,59 m     |
| Diskuswerfen kombiniert (2) | Elmer Niklander  | 81,93 m         | Ranne Roni         | 71,71 m         | Anders Eriksson  | 66,33 m     |
| Hammerwerfen                | Elmer Niklander  | 44,83 m         | Juho Laiho         | 44,32 m         | Johan Pettersson | 39,52 m     |
| Speerwerfen                 | Urho Peltonen    | 60,30 m         | Lauri Kesäjärvi    | 55,70 m         | Juho Halme       | 53,76 m     |
| Speerwerfen kombiniert (2)  | Urho Peltonen    | 106,65 m        | Paavo Johansson    | 96,66 m         | Antti Jaakkola   | 94,89 m     |
| Gewichtwerfen               | Johan Pettersson | 9,98 m          | Elmer Niklander    | 9,51 m          | Erik Eriksson    | 8,69 m      |
| Fünfkampf                   | Juho Halme       | 10              | Einari Alho        | 11              | Johannes Leino   | 12          |
| Zehnkampf                   | Sergei Andersson | 7173,500        | Juho Laiho         | 6804,985        |                  |             |

### Mannschaftswertung
|    | Mannschaft            | Punkte |
| -- | --------------------- | ------ |
| 1. | Helsingin Kisa-Veikot | 96,5   |
| 2. | Helsingfors IFK       | 37,5   |
| 3. | Mäntsälän Veli        | 13     |

## Leichtathletik-Meisterschaft der Damen
| Disziplin | Gold          | Gold   | Silber         | Silber | Bronze        | Bronze |
| --------- | ------------- | ------ | -------------- | ------ | ------------- | ------ |
| 100 m     | Olga Virtanen | 14,1 s | Karin Salenius | 14,2 s | Alma Lindholm | 14,2 s |

## Standsprung-Meisterschaften
| Disziplin        | Gold            | Gold   | Silber          | Silber  | Bronze          | Bronze  |
| ---------------- | --------------- | ------ | --------------- | ------- | --------------- | ------- |
| Hochsprung/Stand | Artturi Niemi   | 1,41 m | Pekka Johansson | 1,385 m | Yrjö Lehtonen   | 1,36 m  |
| Weitsprung/Stand | Artturi Niemi   | 3,05 m | Yrjö Lehtonen   | 3,01 m  | Pekka Johansson | 3,005 m |
| Dreisprung/Stand | Pekka Johansson | 9,20 m | Artturi Niemi   | 9,11 m  | Yrjö Lehtonen   | 8,82 m  |

## Querfeldeinlauf-Meisterschaften
| Disziplin | Gold           | Gold      | Silber | Bronze |
| --------- | -------------- | --------- | ------ | ------ |
| Einzel    | Albin Stenroos | 33:55 min |        |        |